# Johann Passler
Johann Passler, född 18 augusti 1961 i Rasen-Antholz, är en italiensk före detta skidskytt.
Passler blev olympisk bronsmedaljör på 20 kilometer vid vinterspelen 1988 i Calgary.